# Gare du Nid d’Aigle (TMB)
Gare du Nid d'Aigle vasútállomás Franciaországban, Saint-Gervais-les-Bains településen.

## Vasútvonalak
Az állomást az alábbi vasútvonalak érintik:
- Mont Blanc Tramway

## Kapcsolódó állomások
A vasútállomáshoz az alábbi állomások vannak a legközelebb: